# 巨䴓
巨䴓（学名：Sitta magna）一种主要分布于东南亚地区的雀形目鸟类，隶属于䴓科䴓属。

## 形态特征
巨䴓雄性成鸟头侧自嘴基沿眼上方至肩有一道亮黑色宽纹；头顶、枕和颈部呈亮石板灰色；上体逐渐转为石板蓝；翅膀呈褐黑；颊、颈侧、颏以及喉部均灰白；下体转为灰色。雌性成鸟与雄性体色大体相同，但颜色较暗。

## 分类
巨䴓分为2个亚种：
- 巨䴓西南亚种 Sitta magna ligea Deignan, 1938：嘴短，嘴形侧细，分布于中国西南部；
- 巨䴓指名亚种 Sitta magna magna R. G. W. Ramsay, 1876：主要分布在缅甸和泰国。